# Camille Jordan (politiker)
Camille Jordan, född den 11 januari 1771 i Lyon, död den 19 maj 1821, var en fransk politiker. Han var farbror till botanikern Alexis Jordan och farfars bror till matematikern Camille Jordan.
Jordan deltog 1793 i sin hemstads resning mot skräckväldet, invaldes 1796 i de femhundras råd och landsförvisades efter statsstrecket den 18 fructidor år V, men återvände till Frankrike 1800. Under kejsardömet tog han ingen del i det politiska livet. År 1816 blev han medlem av deputeradekammaren och conseil d'état, men uteslöts 1819 från detta till följd av sina liberala tänkesätt. I kammaren tillhörde han den moderata oppositionen. Jordan skrev flera betydande broschyrer samt efterlämnade läsvärda Discours politiques (1826).